# Zygmunt Holcer
Zygmunt Holcer (ur. 10 listopada 1925 w Krakowie, zm. 17 lipca 2004 tamże) – polski mikrobiolog, kolekcjoner oraz badacz skamieniałości i minerałów, fotografik, historyk amator i działacz społeczny. Więzień niemieckich obozów koncentracyjnych.

## Życiorys
Po ukończeniu w 1937 roku Szkoły Ćwiczeń przy Państwowym Seminarium Nauczycielskim Męskim im. ks. Grzegorza Piramowicza, Zygmunt Holcer rozpoczął naukę w krakowskim gimnazjum Nowodworskiego, przerwaną po rozpoczęciu działań II wojny światowej. W latach okupacji uczył się w Staatliche Kunstgewerbeschule (Szkole Przemysłu Artystycznego), dzięki czemu uniknął wywiezienia na przymusowe roboty. Zaangażował się w działalność konspiracyjną. Aresztowany wraz z ojcem Mieczysławem w lutym 1943 roku został osadzony w KL Auschwitz, gdzie był poddawany eksperymentom medycznym. W październiku 1944 roku został przewieziony do Buchenwaldu, następnie przebywał w Ohrdrufie i Flossenbürgu. Po zakończeniu wojny powrócił do Krakowa.
Maturę zdał w 1946 roku w Liceum im. H. Sienkiewicza, po czym rozpoczął studia na Wydziale Matematyczno-Przyrodniczym Uniwersytetu Jagiellońskiego. Po ich ukończeniu pracował jako mikrobiolog w Instytucie Gruźlicy w Krakowie, Sanatorium Dziecięcym w Rabce oraz Krakowskiej Wytwórni Surowic i Szczepionek. Na emeryturę przeszedł w 1981 roku. Zainteresował się geologią oraz kolekcjonerstwem skamielin i minerałów. Stworzył unikatową kolekcję zmineralizowanych szczątków roślinnych. Współpracował z Instytutem Botaniki Uniwersytetu Jagiellońskiego i Muzeum Geologicznym Akademii Górniczo-Hutniczej. Eksponował swoje zbiory na około 30 wystawach, na których otrzymał 25 nagród za I lub II miejsce, wystawiał je również w krakowskich muzeach i Galerii Osobliwości „Este” prowadzonej przez Zbyluta Grzywacza oraz we Francji i Słowacji. Kolekcję paleobotaniczną przekazał w całości do otwartego w 2003 roku Muzeum Paleobotanicznego Instytutu Biologii UJ. Pozostałe zbiory geologiczne do Muzeum Geologicznego Akademii Górniczo-Hutniczej (w 1993 roku) oraz Muzeum Przyrodniczego Instytutu Systematyki i Ewolucji Zwierząt Polskiej Akademii Nauk.
Do innych zainteresowań Zygmunta Holcera należały badania nad architekturą obronną, szczególnie w regionie Krakowa i Ojcowskiego Parku Narodowego. Zajmował się między innymi historią Grodziska. Należał do sekcji „Architectura Militaris” przy Komisji Urbanistyki i Architektury krakowskiego oddziału Polskiej Akademii Nauk. Parał się również fotografią artystyczną, był członkiem Polskiego Towarzystwa Fotograficznego i współzałożycielem Krakowskiego Towarzystwa Fotograficznego. Kolekcjonował starodruki. Był autorem bądź współautorem publikacji z zakresu architektury obronnej (Architektura obronna, Mały słownik terminologiczny dawnej architektury obronnej w Polsce) oraz geologii i mineralogii (między innymi w dwumiesięczniku „Kamienie”, „Archiwum Mineralogicznym”, czasopiśmie „Polskie Towarzystwo Mineralogiczne – Prace Specjalne” czy kwartalniku „Geologia”).
Działał w Związku Inwalidów Wojennych oraz Związku Kombatantów RP i Byłych Więźniów Politycznych. Był odznaczony między innymi Krzyżem Kawalerskim (1984) i Oficerskim (1990) Orderu Odrodzenia Polski, Odznaką „Za Zasługi dla Ziemi Krakowskiej” (1985), Krzyżem Oświęcimskim (1987) i medalem Maximilian-Kolbe-Werk (1995). Zmarł w Krakowie 17 lipca 2004 roku i został pochowany na cmentarzu Rakowickim.
Był mężem historyk sztuki Teresy Małkowskiej-Holcerowej (1932-). Miał dwóch synów: Macieja, szermierza i Łukasza, konserwatora zabytków.